# Cleora brunneofusa
Cleora brunneofusa är en fjärilsart som beskrevs av W. Warren 1907. Cleora brunneofusa ingår i släktet Cleora och familjen mätare. Inga underarter finns listade i Catalogue of Life.